# Томашов
Томашов (словац. Tomášov) — село, громада округу Сенець, Братиславський край, південно-західна Словаччина. Кадастрова площа громади — 19,96 км².
Населення 2573 особи (станом на 31 грудня 2017 року).

## Історія
Томашов згадується 1240 року.

## Географія
Протікають канал Томашов-Легниці; Малиновський рукав і Малиново-Благова.

## Населення
| Рік:            | 1994. | 2004.   | 2014.    | 2024.    |
| --------------- | ----- | ------- | -------- | -------- |
| Кількість осіб: | 2029  | 2142    | 2467     | 2857     |
| Різниця:        |       | +5,56 % | +15,17 % | +15,80 % |

| Рік:            | 2023. | 2024.   |
| --------------- | ----- | ------- |
| Кількість осіб: | 2814  | 2857    |
| Різниця:        |       | +1,52 % |